# Malta na Pesmi Evrovizije
Malta je na Pesmi Evrovizije prvič nastopila leta 1971. V prvih letih je nastopila s pesmima v domačem malteškem jeziku. Zaradi slabih uvrstitev se je po leta 1975 umaknila iz izbora. Ponovno je nastopila leta 1991 ter se v prihodnjih osmih letih zaporedoma uvrščala na prvih deset mest. Leta 2002 in 2005 je zasedla celo drugo mesto. V zadnjih letih pošilja Malta na izbor predvsem pesmi v angleščini.
Malta je poleg Švedske in Hrvaške edina država, ne pripadajoča velikim štirim, ki je med 1994 in 2003 sodelovala prav vsako leto.

## Malteški predstavniki
| Leto | Izvajalec                            | Skladba               | Finale             | Točke              | Polfinale                   | Točke                       |
| ---- | ------------------------------------ | --------------------- | ------------------ | ------------------ | --------------------------- | --------------------------- |
| 1971 | Joe Grech                            | Marija L-Maltija      | 18.                | 52                 | Ni bilo polfinalov          | Ni bilo polfinalov          |
| 1972 | Helen in Joseph                      | L-Imħabba             | 18.                | 48                 | Ni bilo polfinalov          | Ni bilo polfinalov          |
| 1975 | Renato                               | Singing This Song     | 12.                | 32                 | Ni bilo polfinalov          | Ni bilo polfinalov          |
| 1991 | Paul Giordimaina in Georgina (Abela) | Could It Be           | 6.                 | 106                | Ni bilo polfinalov          | Ni bilo polfinalov          |
| 1992 | Mary Spiteri                         | Little Child          | 3.                 | 123                | Ni bilo polfinalov          | Ni bilo polfinalov          |
| 1993 | William Mangion                      | This Time             | 8.                 | 69                 | Kvalifikacija za Millstreet | Kvalifikacija za Millstreet |
| 1994 | Chris & Moira                        | More than Love        | 5.                 | 97                 | Ni bilo polfinalov          | Ni bilo polfinalov          |
| 1995 | Mike Spiteri                         | Keep Me In Mind       | 10.                | 76                 | Ni bilo polfinalov          | Ni bilo polfinalov          |
| 1996 | Miriam Christine                     | In A Woman's Heart    | 10.                | 68                 | 4.                          | 138                         |
| 1997 | Debbie Scerri                        | Let Me Fly            | 9.                 | 66                 | Ni bilo polfinalov          | Ni bilo polfinalov          |
| 1998 | Chiara                               | The One That I Love   | 3.                 | 165                | Ni bilo polfinalov          | Ni bilo polfinalov          |
| 1999 | Times 3                              | Believe 'n Peace      | 15.                | 32                 | Ni bilo polfinalov          | Ni bilo polfinalov          |
| 2000 | Claudette Pace                       | Desire                | 8.                 | 73                 | Ni bilo polfinalov          | Ni bilo polfinalov          |
| 2001 | Fabrizio Faniello                    | Another Summer Night  | 9.                 | 48                 | Ni bilo polfinalov          | Ni bilo polfinalov          |
| 2002 | Ira Losco                            | 7th Wonder            | 2.                 | 164                | Ni bilo polfinalov          | Ni bilo polfinalov          |
| 2003 | Lynn                                 | To Dream Again        | 25.                | 4                  | Ni bilo polfinalov          | Ni bilo polfinalov          |
| 2004 | Julie & Ludwig                       | On Again... Off Again | 12.                | 50                 | 8.                          | 74                          |
| 2005 | Chiara                               | Angel                 | 2.                 | 192                | Neposredno v finale         | Neposredno v finale         |
| 2006 | Fabrizio Faniello                    | I Do                  | 24.                | 1                  | Neposredno v finale         | Neposredno v finale         |
| 2007 | Olivia Lewis                         | Vertigo               | Brez finala        | Brez finala        | 25.                         | 15                          |
| 2008 | Morena                               | Vodka                 | Brez finala        | Brez finala        | 14.                         | 38                          |
| 2009 | Chiara                               | What If We            | 22.                | 31                 | 6.                          | 86                          |
| 2010 | Thea Garrett                         | My Dream              | Brez finala        | Brez finala        | 12.                         | 45                          |
| 2011 | Glen Vella                           | One Life              | Brez finala        | Brez finala        | 11.                         | 54                          |
| 2012 | Kurt Calleja                         | This Is the Night     | 21.                | 41                 | 7.                          | 70                          |
| 2013 | Gianluca                             | Tomorrow              | 8.                 | 120                | 4.                          | 118                         |
| 2014 | Firelight                            | Coming Home           | 23.                | 32                 | 9.                          | 63                          |
| 2015 | Amber                                | Warrior               | Brez finala        | Brez finala        | 11.                         | 43                          |
| 2016 | Ira Losco                            | Walk on water         | 12                 | 153                | 3.                          | 209                         |
| 2017 | Claudia Faniello                     | Breathlessly          | Brez finala        | Brez finala        | 16.                         | 55                          |
| 2018 | Christabelle                         | Taboo                 | Brez finala        | Brez finala        | 13.                         | 101                         |
| 2019 | Michela                              | Chameleon             | 14.                | 107                | 8.                          | 157                         |
| 2020 | Destiny Chukunyere                   | All of My Love        | Festival odpovedan | Festival odpovedan | Festival odpovedan          | Festival odpovedan          |
| 2021 | Destiny                              | Je me casse           | 7.                 | 255                | 1.                          | 325                         |
| 2022 | Emma Muscat                          | I Am What I Am        | Brez finala        | Brez finala        | 16.                         | 47                          |
| 2023 | The Busker                           | Dance (Our Own Party) | Brez finala        | Brez finala        | 15.                         | 3                           |
| 2024 | Sarah Bonnici                        | Loop                  | Brez finala        | Brez finala        | 16.                         | 13                          |
| 2025 | Miriana Conte                        | Serving               | 17.                | 91                 | 9.                          | 53                          |

### Avtorske ekipe
| Leto | Pesem                 | Avtor glasbe                                                              | Avtor besedila                                                            |
| ---- | --------------------- | ------------------------------------------------------------------------- | ------------------------------------------------------------------------- |
| 1971 | Marija l-Maltija      | Joe Grech                                                                 | Charles Mifsud                                                            |
| 1972 | L-imħabba             | Charles Camilleri                                                         | Albert Cassola                                                            |
| 1975 | Singing This Song     | Sammy Galea                                                               | M. Iris Mifsud                                                            |
| 1991 | Could It Be           | Paul Abela                                                                | Raymond Mahoney                                                           |
| 1992 | Little Child          | Georgina Abela                                                            | Raymond Mahoney                                                           |
| 1993 | This Time             | William Mangion                                                           | William Mangion                                                           |
| 1994 | More Than Love        | Christopher Scicluna                                                      | Moira Stafrace                                                            |
| 1995 | Keep Me in Mind       | Ray Agius                                                                 | Alfred C. Sant                                                            |
| 1996 | In a Woman's Heart    | Paul Abela                                                                | Alfred C. Sant                                                            |
| 1997 | Let Me Fly            | Ray Agius                                                                 | Ray Agius                                                                 |
| 1998 | The One That I Love   | Jason Cassar                                                              | Sunny Aquilina                                                            |
| 1999 | Believe 'n Peace      | Christopher Scicluna                                                      | Moira Stafrace                                                            |
| 2000 | Desire                | Philip Vella                                                              | Gerard James Borg                                                         |
| 2001 | Another Summer Night  | Paul Abela                                                                | Georgina Abela                                                            |
| 2002 | 7th Wonder            | Philip Vella                                                              | Gerard James Borg                                                         |
| 2003 | To Dream Again        | Alfred Zammit                                                             | Cynthia Sammut                                                            |
| 2004 | On Again... Off Again | Philip Vella                                                              | Gerard James Borg                                                         |
| 2005 | Angel                 | Chiara                                                                    | Chiara                                                                    |
| 2006 | I Do                  | Fabrizio Faniello, Aldo Spiteri                                           | Fabrizio Faniello, Aldo Spiteri                                           |
| 2007 | Vertigo               | Philip Vella                                                              | Gerard James Borg                                                         |
| 2008 | Vodka                 | Philip Vella                                                              | Gerard James Borg                                                         |
| 2009 | What If We            | Marc Paelinck                                                             | Gregory Bilsen                                                            |
| 2010 | My Dream              | Jason Cassar                                                              | Sunny Aquilina                                                            |
| 2011 | One Life              | Paul Giordimaina, Fleur Balzan                                            | Paul Giordimaina, Fleur Balzan                                            |
| 2012 | This Is the Night     | Kurt Calleja, Johan Jämtberg, Mikael Gunnerås                             | Kurt Calleja, Johan Jämtberg, Mikael Gunnerås                             |
| 2013 | Tomorrow              | Boris Cezek, Dean Muscat                                                  | Boris Cezek, Dean Muscat                                                  |
| 2014 | Coming Home           | Richard Edwards Micallef                                                  | Richard Edwards Micallef                                                  |
| 2015 | Warrior               | Elton Zarb                                                                | Matt Muxu Mercieca                                                        |
| 2016 | Walk on Water         | Molly Petterson Hammar,Lisa Desmond,Tim Larsson,Tobias Lundgren,Ira Losco | Molly Petterson Hammar,Lisa Desmond,Tim Larsson,Tobias Lundgren,Ira Losco |